# Rubus canariensis
Rubus canariensis är en rosväxtart som beskrevs av Wilhelm Olbers Focke. Rubus canariensis ingår i släktet rubusar, och familjen rosväxter. Inga underarter finns listade i Catalogue of Life.